# 57
| 57                 |
| ------------------ |
| Dødsfald - Fødsler |
|                    |

| Gregoriansk kalender | 57 LVII                 |
| Ab urbe condita      | 810                     |
| Armensk kalender     | I/T                     |
| Kinesiske kalender   | 2753 – 2754 丙辰 – 丁巳 |
| Etiopisk kalender    | 49 – 50                 |
| Jødisk kalender      | 3817 – 3818             |
| Hindukalendere       |                         |
| - Vikram Samvat      | 112 – 113               |
| - Shaka Samvat       | N/A                     |
| - Kali Yuga          | 3158 – 3159             |
| Iransk kalender      | 565 BP – 564 BP         |
| Islamisk kalender    | 583 BH – 582 BH         |

Se også 57 (tal)